# Miguel Revestido
Miguel Revestido (Buenos Aires, 10 de agosto de 1918 - Punta del Este, 5 de enero de 1986) fue un economista argentino que ejerció como ministro de Finanzas durante las tres presidencias de Juan Domingo Perón.

## Biografía
Se recibió de contador público y se doctoró en ciencias económicas en la Universidad de Buenos Aires. Inició su actuación pública como técnico del Departamento de Comercio, Investigaciones y Estadística de la Junta Nacional de Carnes en 1944. Al año siguiente se incorporó a Gas del Estado como Jefe del departamento de Contabilidad de Gas del Estado, y en 1949 fue el Gerente General de YPF en 1949. En 1951 fue nombrado Gerente General del Ferrocarril General Belgrano.
En junio de 1952 fue nombrado Ministro de Finanzas de la Nación, cargo que ejerció hasta el derrocamiento de Juan Domingo Perón, en septiembre de 1955; su gestión estuvo marcada por el ajuste económico y la concentración del esfuerzo en propiciar el aumento de la producción de bienes. Al instalarse la dictadura autodenominada Revolución Libertadora, a  diferencia de muchos otros funcionarios, se exilió en el Uruguay, donde erigió el Hotel Salto Grande en Punta del Este.
En 1972 formó parte de la comitiva que acompañó al general Perón de regreso a la Argentina. Formó parte del equipo económico del presidente Héctor J. Cámpora, como Secretario de Comercio de la Nación, muy vinculado al Ministro de Economía, José Ber Gelbard. Fue el encargado de llevar adelante una meticulosa política de control de precios, que resultó exitosa. Se basaba en un acuerdo general con los comerciantes, que llevaba el  título de «Acta de Compromiso Nacional para la Reconstrucción, Liberación Nacional y Justicia Social». Si bien no se nacionalizó el comercio exterior, se autorizó a la Junta Nacional de Granos y la Junta Nacional de Carnes para monopolizar el comercio exterior en estos rubros. Cuando Gelbard presentó su renuncia, en 1975, Revestido lo acompañó.
Vivió sus últimos años en la ciudad uruguaya de Punta del Este, donde falleció en 1986.